# Iphionidae
Iphionidae zijn een familie van borstelwormen (Polychaeta) uit de orde van de Phyllodocida.

## Geslachten
De volgende geslachten zijn bij de familie ingedeeld:
- Iphione Kinberg, 1856
- Iphionella McIntosh, 1885
- Iphionides Hartmann-Schröder, 1977
- Thermiphione Hartmann-Schröder, 1992

### Synoniemen
- Norepa => Iphione Kinberg, 1856
- Norepea Baird, 1865 => Iphione Kinberg, 1856